# アイダ・ルイス
アイダ・ルイス（Idawalley Zorada Lewis(-Wilson), 1842年2月25日 - 1911年10月24日）は、アメリカ合衆国史上最も有名な灯台守。当時女性が専門職を持つことが少なかった合衆国で、顕著な業績と存在感を示し、アメリカの英雄として有名人になった。

## 略歴
ロードアイランド州ニューポートに、4人兄妹の長女として生まれる。
- 1855年（14歳）、ニューポートで1番泳ぎが巧いと評されていた。
- 1857年（16歳）、ライムロック灯台(Lime Rock Light)の灯台守だった、父Hosea Lewis が発作のために倒れた後、仕事を実質的に継ぐ。灯台守に加え、毎日兄妹を学校へ船で送り迎えをしていた。
- 1858年、近隣の家族4人の船が転覆した時に彼らを救出。
- 1869年7月4日、ニューポート市民により、彼女に新しいボート（船名：the Rescue、マホガニー製）が贈られる。アイダは以降、独立記念日にボートに車輪を付けてパレードに参加した。
- 灯台守としての活動が全国的に有名になり、当時の国内で最も普及していた出版物、Harper's Weekly、Frank Leslie's Illustrated Newspaperに掲載される。
- 1869年、合衆国第18代大統領ユリシーズ・S・グラント、副大統領スカイラー・コルファクスは ライムロック灯台を訪れアイダと面会、ゴールド・ライフセービング勲章を授与する（同年、彼らを含め約9,000人が人気者になったアイダに会いにライムロック灯台を訪れる）。
- 1870年、コネチカット州出身のWilliam H. Wilson と結婚。
- 1879年、正式にライムロック灯台の灯台守に任命された（父 Hosea Lewis は、倒れた後も亡くなる1872年まで正式な在任者であった。その後1872年－1879年は、彼女の母が任命されていた）。給料は年間750ドル。
- 彼女は、寝る時も灯台の明かりが見えるようにベッドを配置していた。『ライムロック灯台の灯りは私の子供、それは私が眠っているときも私を必要としているの』（"It is my child, and I know it needs me even if I sleep."）との言葉を残す。
- 1911年10月24日（69歳）、勤務中に発作により死亡した。ニューポートの全ての船がその夜、追悼の意を表し鐘を鳴らし、街の全ての旗は半旗になった。
- 1,400人以上が、彼女の遺体を見る為に Thames Street Methodist Church に訪れた。

## 遺産
- 彼女の後任者 Edward Jansen と妻の間に授けられた娘は、Ida Lewis Jansen と名付けられた。
- 1924年、連邦議会下院は、ライムロック灯台を、アイダ・ルイス・ライムロック灯台（Ida Lewis Lime Rock Light）に改名する件を可決した。
- 1927年に自動化されるまで Edward Jansen は同灯台に勤務した。その後1963年に同灯台は閉鎖された。ただし現在でも、夏の間は臨時に点灯されることがある。
- アイダ・ルイスの墓は、Common Ground Cemetery（ニューポート市）にある。
  - 墓銘　『アメリカの名誉ある最愛の人、ニューポート湾ライム・ロック灯台守、たくさんの友人により建立』
- 自動化の翌年の1928年、灯台はアイダ・ルイス・ヨットクラブになった。
- 1955年、合衆国沿岸警備隊のブイ管理船は、"Ida Lewis" と名付けられる。
- 公式には39年の任期で18人の人命救助を行った。

## 参照
- Coast Guard bio
- 合衆国沿岸警備隊のブイ管理船 "Ida Lewis" の写真
- Ida Lewis Yacht Club
- Lime Rock Lighthouse